# Arco máximo
Un arco máximo en un plano proyectivo finito es el mayor (k,d)-arco posible en ese plano proyectivo. Si el plano proyectivo finito tiene orden q (hay q+1 puntos en cualquier línea), entonces, para un arco máximo, k, el número de puntos del arco, es el máximo posible (= qd + d - q) con la propiedad de que ningún subconjunto de d+1 puntos del arco se encuentra en la misma línea.

## Definición
Sea {\displaystyle \pi } un plano proyectivo finito de orden q (no necesariamente desarguesiano). Los arcos máximos de grado d ( 2 ≤ d ≤ q- 1) son (k,d)-arcos en {\displaystyle \pi }, donde k es el valor máximo con respecto al parámetro d, es decir, k = qd + d - q.
De manera equivalente, se pueden definir arcos máximos de grado d en {\displaystyle \pi } como conjuntos de K puntos no vacíos, de modo que cada línea interseque el conjunto en 0 o en d puntos.
Algunos autores permiten que el grado de un arco máximo sea 1, q o incluso q+ 1. Se establece que K es un (k, d)-arco máximo en un plano proyectivo de orden q, si
- d = 1, K es un punto del plano,
- d = q, K es el complemento de una línea (un plano afín de orden q), y
- d = q + 1, K es todo el plano proyectivo.

Todos estos casos se consideran ejemplos triviales de arcos máximos, que existen en cualquier tipo de plano proyectivo para cualquier valor de q. Cuando 2 ≤ d ≤ q- 1, el arco máximo se llama no trivial, y la definición dada anteriormente y las propiedades enumeradas a continuación se refieren a arcos máximos no triviales.

## Propiedades
- El número de líneas que pasan por un punto fijo p, no en un arco máximo K, que intersecan a K en d puntos, es igual a {\displaystyle (q+1)-{\frac {q}{d}}}. Por tanto, d divide a q.
- En el caso especial de d = 2, los arcos máximos se conocen como hiperóvalos y solo pueden existir si q es par.
- Un arco K que tiene un punto menos que un arco máximo siempre puede extenderse de manera única a un arco máximo agregando a K el punto en el que todas las líneas que se encuentran con K en (d - 1) puntos se encuentran.[2]
- En PG(2,q) con q impar, no existen arcos máximos no triviales.[3]
- En PG(2,2h), existen arcos máximos para cada grado 2t, 1 ≤ t ≤ h.[4]

## Geometrías parciales
Se pueden construir geometrías parciales a partir de arcos máximos:
- Sea K un arco máximo con grado d. Considérese la estructura de incidencia {\displaystyle S(K)=(P,B,I)}, donde P contiene todos los puntos del plano proyectivo que no están en K, B contiene todas las líneas del plano proyectivo que cruzan a K en d puntos  y la incidencia I es la inclusión natural. Esta es una geometría parcial: {\displaystyle pg(q-d,q-{\frac {q}{d}},q-{\frac {q}{d}}-d+1)}.
- Considérese el espacio {\displaystyle PG(3,2^{h})(h\geq 1)} y sea K un arco máximo de grado {\displaystyle d=2^{s}(1\leq s\leq m)} en un subespacio bidimensional {\displaystyle \pi }. Considérese también una estructura de incidencia {\displaystyle T_{2}^{*}(K)=(P,B,I)} donde P contiene todos los puntos que no están en {\displaystyle \pi }, B contiene todas las líneas que no están en {\displaystyle \pi } y que intersecan a {\displaystyle \pi } en un punto en K, e I es de nuevo la inclusión natural. {\displaystyle T_{2}^{*}(K)} es nuevamente una geometría parcial: {\displaystyle pg(2^{h}-1,(2^{h}+1)(2^{m}-1),2^{m}-1)\,}.